# Národní stadion (Varšava)
Národní stadion (celým názvem Stadion Narodowy im. Kazimierza Górskiego w Warszawie) je sportovní stadion ve Varšavě. Jeho kapacita dosahuje až 58 580 míst, což z něj činí stadion s největší kapacitou v celém Polsku. Stadion se začal budovat v roce 2008 a byl dokončen v listopadu 2011.
Stadion je vybaven vyhřívaným trávníkem, tréninkovým hřištěm, vnějším osvětlením a podzemním parkovištěm. Jde o víceúčelovou stavbu schopnou hostit sportovní utkání, koncerty, kulturní programy a konference. Oficiální otevření proběhlo 29. ledna 2012, první fotbalový zápas se zde konal 29. února 2012 mezi týmy Polska a Portugalska, utkání skončilo nerozhodně 0:0. Stadion hostil finále Evropské ligy UEFA 2014/15. V srpnu 2024 Taylor Swift poprvé vystoupila v Polsku, kdy na PGE Narodowy odehrála tři vyprodané koncerty v rámci své fenomenální Eras Tour, která se zapsala mezi nejúspěšnější koncertní série v historii.

## Zápasy Eura 2012
V roce 2012 zde byla odehrána tato utkání Mistrovství Evropy ve fotbale 2012:

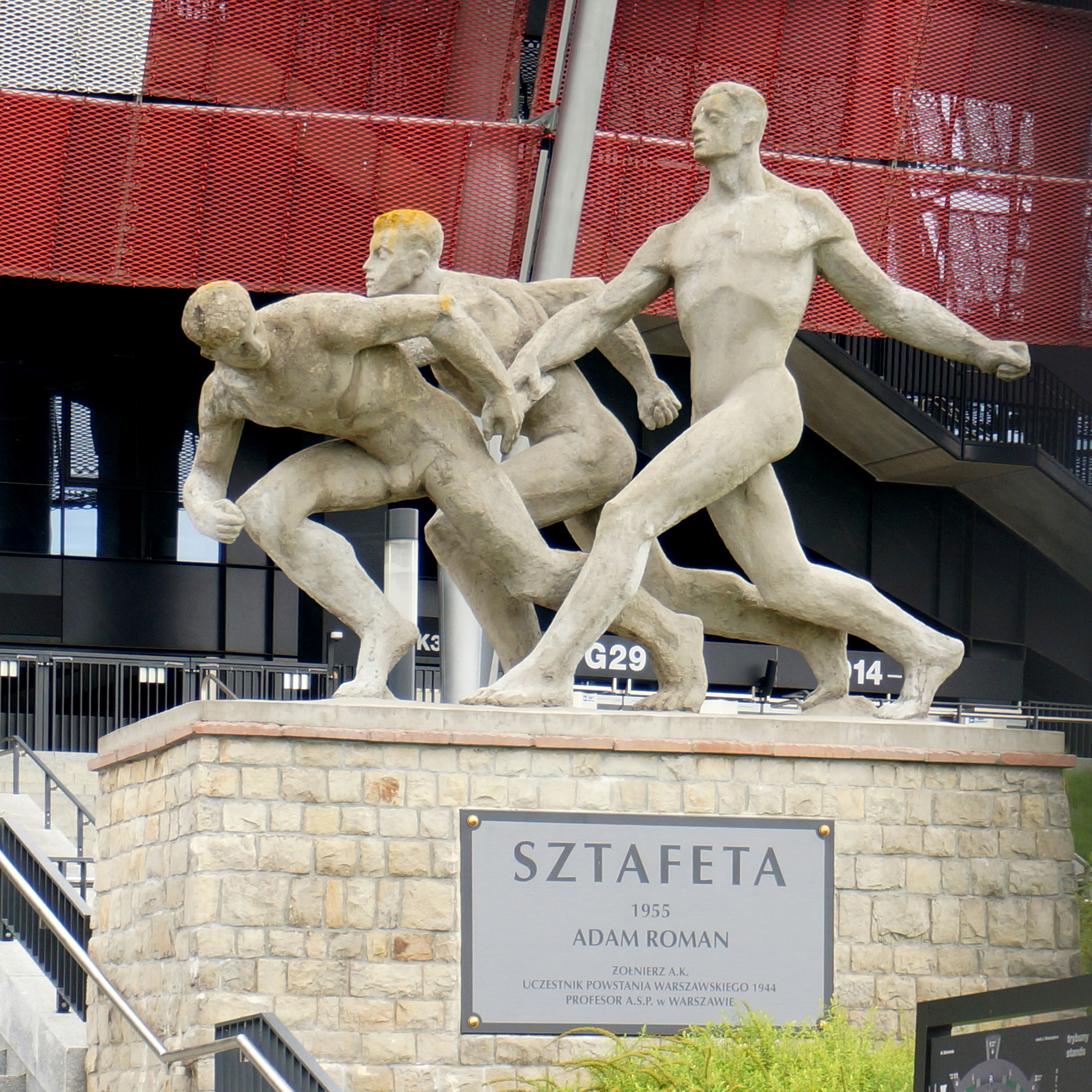

| Datum           | čas (SELČ) | Tým 1   | Výsledek | Tým 2       | Fáze turnaje |
| --------------- | ---------- | ------- | -------- | ----------- | ------------ |
| 8. června 2012  | 18:00      | Polsko  | 1:1      | Řecko       | Skupina A    |
| 12. června 2012 | 20:45      | Polsko  | 1:1      | Rusko       | Skupina A    |
| 16. června 2012 | 20:45      | Řecko   | 1:0      | Rusko       | Skupina A    |
| 21. června 2012 | 20:45      | Česko   | 0:1      | Portugalsko | Čtvrtfinále  |
| 28. června 2012 | 20:45      | Německo | 1:2      | Itálie      | Semifinále   |